# Eumaeus debora
Eumaeus debora är en fjärilsart som beskrevs av Carl Geyer 1834. Eumaeus debora ingår i släktet Eumaeus och familjen juvelvingar. Inga underarter finns listade i Catalogue of Life.